# Timarchopsis czekanowskii
Timarchopsis czekanowskii is een keversoort uit de familie Coptoclavidae. De wetenschappelijke naam van de soort is voor het eerst geldig gepubliceerd in 1889 door Brauer, Redtenbacher & Ganglbauer.